# لایت‌یر (فیلم)
لایت‌یر (انگلیسی: Lightyear) یک فیلم پویانمایی رایانه‌ای علمی تخیلی و ماجراجویی آمریکایی محصول ۲۰۲۲ است که توسط استودیوی انیمیشن پیکسار و والت دیزنی پیکچرز تولید و توسط استودیو سینمایی والت دیزنی توزیع شده‌است. این فیلم اسپین‌آفی از فرنچایز داستان اسباب‌بازی است که به داستان پیدایش باز لایتیر، خلبان آزمایشی / فضانورد خیالی می‌پردازد که در فیلم‌های قبلی داستان اسباب‌بازی به عنوان یک داستان در داستان توسط شخصیت‌های آن تماشا می‌شد؛ از این مفهوم قبلاً در قالب یک فیلم ویدئویی در سال ۲۰۰۰ به‌عنوان باز لایتیر فرماندهی ستاره: ماجراجویی آغاز می‌شود و سریال تلویزیونی اسپین‌آف آن باز لایتیر فرماندهی ستاره اقتباس شده بود. کارگردانی این فیلم بر عهدهٔ آنگوس مک‌لین است و کریس ایوانز به‌عنوان صداپیشگی شخصیت اصلی، با بازی کیکه پالمر، پیتر سون، دیل سولز، تایکا وایتیتی، اوزو ادوبا، جیمز برولین، مری مک‌دونالد-لوئیس، افرن رامیرز، آیسیا ویتلاک جونیور و آنتونی آرمانینو در نقش‌های مکمل به ایفای نقش پرداخته‌اند.
لایت‌یر داستان فضانورد جوان باز لایت‌یر را به تصویر می‌کشد که پس از فرود آمدن در سیاره‌ای متخاصم به همراه فرمانده و خدمهٔ خود، سعی می‌کند راهی برای بازگشت به خانه از طریق فضا و زمان پیدا کند و در عین حال با تهدیدی برای امنیت کیهان مواجه می‌شود. مک‌لین پس از اتمام کار بر روی فیلم در جستجوی دوری (۲۰۱۶) ایدهٔ ساخت فیلمی دربارهٔ باز لایت‌یر را برای پیکسار مطرح کرد. برای تداعی فیلم‌های علمی تخیلی که کارگردان با تماشای آن‌ها بزرگ شد، انیماتورها می‌خواستند به فیلم ظاهری «سینماتیک» و «درشت» بدهند. مایکل جاکینو موسیقی متن فیلم را ساخته‌است.
لایت‌یر در ۸ ژوئن ۲۰۲۲ در تئاتر ال کاپیتان در لس آنجلس به نمایش درآمد و در ۱۷ ژوئن در ایالات متحده در قالب‌های ریل‌دی ۳دی، ۴دی‌اکس، دالبی سینما و آی‌مکس اکران شد. این فیلم ۲۱۹ میلیون دلار در مقابل بودجه ۲۰۰ میلیون دلاری فروش داشت به سومین بمب گیشه پیکسار (پس از دایناسور خوب و به پیش) تبدیل شده‌است و سومین فیلم پویانمایی پرفروش سال ۲۰۲۲ است. لایت‌یر نخستین فیلم پیکسار پس از به پیش (۲۰۲۰) است که در سینماهای سراسر جهان اکران می‌شود و نخستین فیلم این استودیو است که کاملاً در قالب آی‌مکس فیلمبرداری شده‌است. این فیلم به‌طور کلی نقدهای عموماً مطلوبی از منتقدان دریافت کرده‌است، که پویانمایی، صداپیشگی، موسیقی متن و ارزش سرگرمی آن را ستایش کردند، اما با انتقاد از فیلم‌نامه، داستان آن را مطابق با استانداردهای کیفی پیکسار نمی‌دانستند.

## خلاصهٔ داستان
باز لایتیر (کریس ایوانز)، یک تکاور فضایی در اِستار کامَند همراه با بهترین دوستش فرمانده آلیشا هاثورن (Alisha Hawthorne؛ کیکه پالمر)، سیارهٔ قابل سکونتِ «تِ‌کانی پرایم» (T'Kani Prime) را با همراهی سربازی جدید به نام فِدِرینگ‌هَمستان (Featheringhamstan؛ بیل هیدر)، کاوش می‌کنند. آن‌ها متعاقباً متوجه می‌شوند که این سیاره میزبان گونه‌هایی از موجودات متخاصم است و مجبور می‌شوند به فضاپیمای اکتشافی خود عقب‌نشینی کنند. باز در طول عقب‌نشینی به فضاپیما آسیب می‌رساند و خدمه را مجبور می‌سازد تا از آنجا خارج شوند، تا او تعمیراتی را انجام داده و ادامهٔ سفرممکن شود.
یک سال بعد، خدمه یک مستعمرهٔ نوپا را به همراه زیرساخت‌های لازم برای انجام تعمیرات احداث کرده‌ند. باز داوطلب می‌شود تا سوخت فرافضایی را که یکی از اجزای اصلی تعمیرات است، آزمایش کند. با این حال، پس از یک آزمایش چهار دقیقه‌ای و بازگشت به خدمه، او متوجه می‌شود که به دلیل تأثیرات اتساع زمانی ناشی از سفر با سرعت‌های نسبیتی، در سیارهٔ ت‌کانی پرایم چهار سال گذشته‌است. باز به ساکس (Sox؛ پیتر سون)، یک روبات گربه‌ای معرفی می‌شود و به آزمایش سوخت فرافضایی ادامه می‌دهد. با هر آزمایش، چهار سال دیگر در ت‌کانی پرایم می‌گذرد، تا اینکه در نهایت بیش از ۶۲ سال طی می‌شود. مستعمره در این مدت توسعه می‌یابد؛ آلیشا با همسرش کیکو پسری بزرگ می‌کند که متعاقباً در سنین پیری می‌میرد؛ و ساکس ترکیب سوخت را بهبود می‌بخشد که به آن اجازه می‌دهد تا سرعت‌های سریع‌تر از نور را به دست آورند.
باز برخلاف دستور افسر فرماندهٔ جدیدش، فرمانده برن‌ساید (Commander Burnside)، از این ترکیب سوخت جدید برای آزمایش موفقیت‌آمیز سوخت فرافضایی استفاده می‌کند. او پس از فرود کشف می‌کند که ۲۲ سال گذشته‌است، که در طی آن ت‌کانی پرایم توسط روبات‌های سایکلوپس به رهبری امپراتور زورگ مرموز مورد تهاجم قرار گرفته‌است. باز با اعضای نیروهای دفاعی مستعمره ملاقات می‌کند که شامل ایزی هاثورن، نوهٔ آلیشا، که اکنون بالغ شده‌است؛ مو موریسون، یک سرباز تازه‌کار و ساده‌لوح؛ و داربی استیل، یک محکوم سالخورده مشروط است. باز در حالی که در ابتدا تمایلی به کار با آن‌ها نداشت، در نهایت با آن‌ها صمیمی می‌شود. گروه با هم تصمیم می‌گیرند به فضاپیمای زورگ حمله کرده و نیروی مهاجم را نابود کنند.
زورگ پس از یک برخورد، باز را ربوده و او را سوار سفینهٔ خود می‌کند و در آنجا نشان می‌دهد که او در واقع یک نسخهٔ باز لایت‌یر قدیمی‌تر از یک جدول زمانی جایگزین است که در آن پس از آزمایش موفقیت‌آمیز سوخت فرافضایی از دست نیروهای برن‌ساید فرار کرده‌است. او با کمک اثرات اتساع زمانی به آیندهٔ دور سفر کرد و از نظر فناوری پیشرفت کرد. او هویت زورگ را با پوشیدن مکای مکانیکی او فرض کرد و به زمان حال سفر کرد تا سوخت فرافضایی بیشتری از باز بدست آورد تا در زمان بیشتری به عقب سفر کند و از فرود فضاپیمای اکتشافی در ت‌کانی پرایم در وهلهٔ نخست جلوگیری کند. باز از این امر امتناع می‌ورزد زیرا به‌دلیل پیامدهای پارادوکس زمانی احتمالی که از چنین اقداماتی ناشی می‌شود، ممکن است خط زمانی فعلی و همه‌چیز نابود شود. در همین حین، ایزی، مو، داربی و ساکس برای کمک به باز، سوار سفینهٔ زورگ می‌شوند. پس از یک حملهٔ آشفته، باز و همرزمانش سفینه را نابود کرده و فرار می‌کنند.
با این حال، زورگ که از نابودی سفینهٔ خود جان سالم به در برده بود، به باز حمله می‌کند و سوخت فرافضایی را می‌گیرد. در حالی که زورگ آماده می‌شود تا او را از بین ببرد، باز به سوخت شلیک می‌کند و باعث انفجار آن می‌شود و زورگ را ناتوان می‌کند. با تمام‌شدن سوخت، باز آرزو می‌کند که بتواند در ت‌کانی پرایم بماند. او پس از فرودتوسط برن‌ساید دستگیر می‌شود، اما نهایتاً تسلیم می‌شود و به باز اجازه می‌دهد تا سازمان تکاوران فضایی (Space Ranger Corps) را احیا کند. ایزی، مو، داربی و ساکس از سوی باز برای تشکیل هستهٔ اصلی این سازمان انتخاب می‌شوند که باعث تعجب برن‌ساید می‌شود.
باز و تیمش سپس به یک ماجراجویی جدید در قسمت‌هایی ناشناخته فرستاده می‌شوند. در یک صحنه پس از تیتراژ، زورگ نشان‌داده می‌شود، که از انفجار جان سالم به‌در برده‌است.

## صداپیشه‌ها
- کریس ایوانز در نقش باز لایتیر، یک خلبان آزمایشی جوان و تکاور فضایی.[۷]
- کیکه پالمر در نقش ایزی هاثورن، نوه آلیشا، که باز لایتیر با او ملاقات می‌کند.[۸]
  - کایرا هیرستون در نقش یک نسخهٔ جوان از ایزی.[۹]
- پیتر سون در نقش ساکس، یک گربهٔ روباتیک که دوست باز لایتیر است.[۸]
  - سون همچنین صداپیشگی نسخهٔ قدیمی و فرسوده ساکس را که توسط زورگ استفاده شده بود را انجام می‌دهد.
- تایکا وایتیتی در نقش مو موریسون، یک سرباز تازه‌کار و ساده‌لوح در نیروهای دفاعی استعماری.[۸]
- دیل سولز در نقش داربی استیل، یک محکوم سالخورده آزادشده که به نیروهای دفاعی استعماری اجبار شده‌است.[۸]
- جیمز برولین در نقش باز لایت‌یر / امپراتور زورگ، فرمانده ارتش رباتیک مهاجم، که بعداً نشان داد که نسخه‌ای منحرف و نیهیلیستی از باز از یک جدول زمانی دیگر است.[۸]
- اوزو ادوبا در نقش آلیشا هاثورن، بهترین دوست و افسر فرمانده باز، که یکی از مادربزرگ‌های ایزی است.[۸]
- مری مک‌دونالد-لوئیس در نقش ایوان، یک دستیار مجازی مجهز به فرمان صوتی.[۸]
- ایسایا ویتلک جونیور در نقش فرمانده برنزاید، افسری که جانشین آلیشا هاثورن می‌شود.[۸]
- آنگوس مک‌لین در نقش اریک، دریک، و زایبورگز
- بیل هدر در نقش فدرینگ‌همستان، یک عضو جدید که با باز و آلیشا همکاری می‌کند.
- افرن رامیرز در نقش ایرمن دیاز، یکی از آشنایان باز.[۸]

علاوه بر این، تیموتی پیکه به عنوان یک کارگر در مرکز کنترل مأموریت در یک صحنهٔ کوتاه نامشخص ظاهر می‌شود.

## تولید

### توسعه

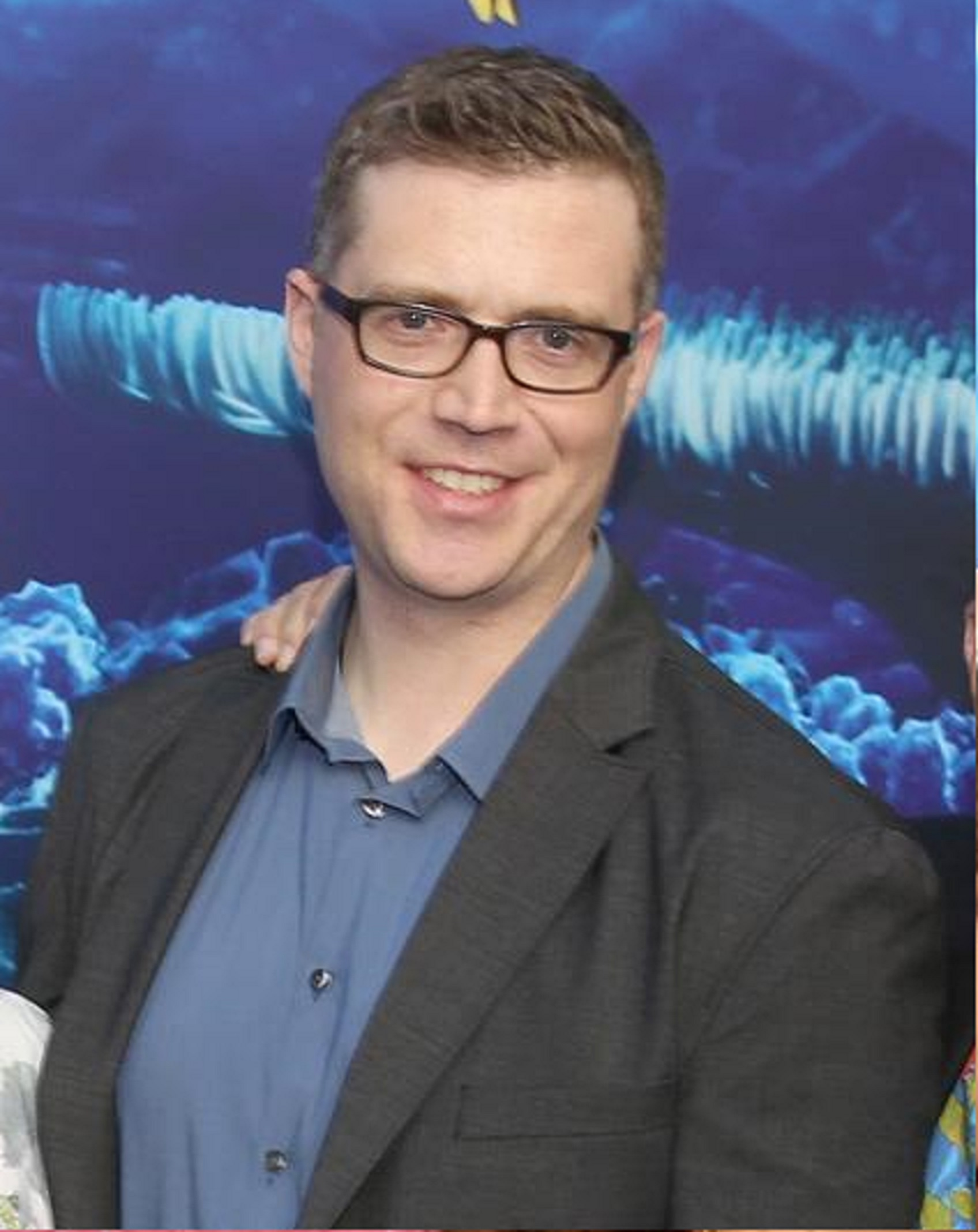
آنگوس مک‌لین کارگردان لایت‌یر.

توسعه روی این فیلم پس از پایان کار بر روی در جستجوی دوری (۲۰۱۶) آغاز شد. پس از کارگردانی مشترک روی دوری با اندرو استانتون، آنگوس مک‌لین اجازه یافت ایده ساخت یک فیلم باز لایتیر را مطرح کند، زیرا همیشه فکر می‌کرد که اندی دیویس چه فیلمی را در داستان اسباب‌بازی اصلی (۱۹۹۵) دید تا به یک شخصیت اکشن باز لایتیر علاقه‌مند شود. مک‌لین، که از طرفداران داستان‌های علمی تخیلی نیز بود، از زمانی که کاراکتر لایت‌یر را شروع کرد، جذب او شده بود و احساس می‌کرد که داستان فیلم برای او بسیار «شخصی» است. یکی از جنبه‌های موجود در فیلم‌های داستان اسباب‌بازی که لایت‌یر به بررسی آن می‌پردازد، اختلاف نظر باز بر سر ماهیت واقعیت است، که همراه با ایده‌آل‌های قهرمانانه‌اش، ملغمه‌ای از کلیشه‌های علمی تخیلی را ایجاد کرد که مک‌لین قصد داشت چیزی فراتر از یک خط مشت بسازد.
در فوریه ۲۰۱۹، تیم آلن، که صداپیشگی باز در این فیلم‌ها را بر عهده داشت، به ساخت فیلم دیگری ابراز علاقه کرد زیرا «هیچ دلیلی نمی‌دید که آنها این کار را انجام ندهند». در شوی الن دی‌جنرس، تام هنکس، صدای کلانتر وودی، گفت که داستان اسباب‌بازی ۴ (۲۰۱۹) آخرین قسمت این فرانچایز خواهد بود، اما مارک نیلسن، تهیه‌کننده، احتمال ساخت فیلم پنجم را فاش کرد. پیکسار این احتمال را رد نکرد.
در دسامبر ۲۰۲۰، در جلسه روز سرمایه‌گذار دیزنی، لایت‌یر به‌عنوان یک فیلم اسپین‌آف معرفی شد که منشأ درون‌گیتی باز لایتیر انسانی را به تصویر می‌کشد و کریس ایوانز صدای شخصیت را ارائه می‌کرد.
در مارس ۲۰۲۲، فاش شد که در ابتدا صحنه ای از بوسه همجنس بین آلیسیا هاثورن از اوزو آدوبا و زن دیگری قطع شد. با این حال، به دلیل پاسخ باب چاپک، مدیر عامل فعلی دیزنی به لایحه حقوق والدین در آموزش و پرورش فلوریدا و سروصدای داخلی که در دیزنی ایجاد کرد، صحنه دوباره برقرار شد.

### نقش‌ها

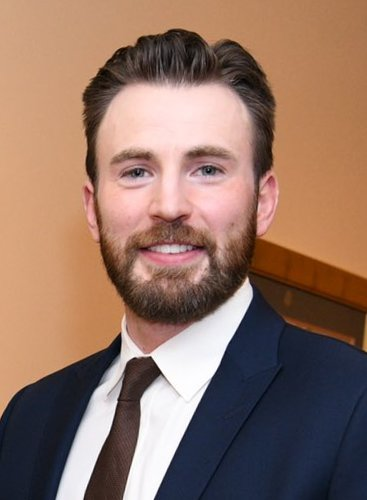
کریس ایوانز صداپیشگی باز لایتیر را بر عهده دارد.

کریس ایوانز به عنوان صدای انسان باز لایتیر همراه با اعلام این پروژه در دسامبر ۲۰۲۰ اعلام شد. ایوانز اولین و تنها انتخابی بود که مک لین برای باز لایتیر داشت. او یک روز از دفاتر پیکسار بازدید کرد و در طی یک بازدید پروژه را برای او مطرح کردند. ایوانز با توجه به عشقش به پویانمایی، بلافاصله این پیشنهاد را پذیرفت. گزارش شده‌است که تایکا وایتیتی در نوامبر ۲۰۲۱ برای نقشی نامعلوم انتخاب شده‌است. پس از انتشار تریلر رسمی، کیکه پالمر، دیل سولز، اوزو آدوبا، جیمز برولین، مری مک‌دونالد-لوئیس، افرن رامیرز و ایسایا ویتلک جونیور در فوریه ۲۰۲۲ برای نقش‌های مکمل انتخاب شدند.

### پویانمایی
انیماتورها می‌خواستند فیلم به صورت «سینمایی» و «درشت» به نظر برسد تا حس فیلم‌های علمی تخیلی که مک‌لین با آن‌ها بزرگ شده را القا کند. برای دستیابی به این هدف، آنها از یک کارمند سابق اینداستریال لایت اند مجیک خواستند تا یک مدل سفینه فضایی برای آنها بسازد که انیماتورها از آن الهام گرفتند. این تکنیک توسط طراحان برای فیلم‌های علمی تخیلی اولیه با استفاده از مدل‌هایی به عنوان الهام بخش برای دکورها و وسایل خود الهام گرفته شد. مک‌لین گفت که این پویانمایی بدون تقلید عمدی از چنین فیلم‌هایی چندین «درس بصری» از فیلم‌های علمی تخیلی و اپرای فضایی اولیه مانند جنگ ستارگان (۱۹۷۷) گرفته‌است.

## بازاریابی
اولین نگاه از فیلم در روز سرمایه‌گذار دیزنی در ۱۰ دسامبر ۲۰۲۰ نشان داده شد. کمپین بازاریابی لایت‌یر در ۲۷ اکتبر ۲۰۲۱ با انتشار یک تریلر تیزر با ترانه استارمن اثر دیوید بووی آغاز شد که در ۲۴ ساعت اول ۸۳ میلیون بازدید داشت. در مقایسه با سایر فیلم‌های پیکسار، تماشاگران این تیزر پس از تیزر شگفت‌انگیزان ۲ (۱۱۴ میلیون) در رتبه دوم قرار دارند.
لگو سه مجموعه جدید را بر اساس صحنه‌هایی از لایت‌یر معرفی کرده‌است. این سه مجموعه در ۲۴ آوریل ۲۰۲۲ در دسترس خواهند بود.

## انتشار
لایت یر اولین نمایش جهانی خود را در تئاتر ال کاپیتان در ۸ ژوئن ۲۰۲۲ انجام داد، و در ۱۷ ژوئن ۲۰۲۲، توسط والت دیزنی استودیو موشن پیکچرز در قالب‌های ریل‌دی ۳دی، ۴دی‌اکس، دالبی سینما و آی‌مکس اکران شد. این اولین فیلم پیکسار از زمان به پیش (۲۰۲۰) است که اکران سینمایی دریافت می‌کند پس از اینکه روح (۲۰۲۰)، لوکا (۲۰۲۱) و قرمز شدن (۲۰۲۲) در واکنش به تأثیر دنیاگیری کروناویروس بر سینما به‌طور مستقیم در دیزنی پلاس اکران شدند. لایت یر همچنین اولین فیلم پیکسار است که با فرمت‌های آی‌مکس فیلمبرداری شده‌است.

### توقیف به دلیل مسائل ال‌جی‌بی‌تی
این فیلم توسط بیش از ده‌ها کشور از جمله بحرین، مصر، عراق، اردن، کویت، لبنان، مالزی، عمان، فلسطین، قطر، عربستان سعودی، سوریه و امارات متحده عربی توقیف شد، زیرا صحنه‌ای شامل بوسهٔ همجنس‌گرایی بین اوزو آدوبا و شریک زندگی‌اش آلیشا هاثورن (دو شخصیت زن) در آن نمایش داده می‌شود. اندونزی اعلام کرد که فیلم را ممنوع نکرده‌است، «اما به صاحب فیلم پیشنهاد کرد به تماشاگرانش در اندونزی فکر کند، جایی که صحنهٔ بوسیدن دگرباشان جنسی هنوز حساس تلقی می‌شود.» جمهوری خلق چین نیز خواستار حذف صحنه مورد بحث شد. این صحنه ابتدا در اواسط مارس ۲۰۲۲ از فیلم حذف شده بود، اما به دنبال مخالفت باب چاپک، مدیرعامل دیزنی با استنباط به لایحهٔ حقوق والدین در آموزش و پرورش فلوریدا و سر و صدای دو قطبی داخلی که در دیزنی ایجاد کرد، دوباره برقرار شد. کریس ایوانز در مصاحبه با آنجلیک جکسون از ورایتی دربارهٔ این صحنه اظهار داشت: «چند بار از من این سؤال پرسیده شده‌است - خوب است؛ فوق‌العاده است و مرا خوشحال می‌کند. سخت است که ناامید نباشیم که حتی [چنین چیزی] باید موضوع بحث باشد [...] هدف این است که ما بتوانیم به نقطه‌ای برسیم که [این موضوع] در آن یک هنجار باشد و نه آب‌های ناشناخته‌، در نهایت باید متوجه شویم که این همان چیزی است که هست. نحوهٔ فیلمسازی ما نمایندگی از همه است.»

## بازخورد

### فروش گیشه
تا تاریخ ۱ اوت ۲۰۲۲، لایت‌یر ۱۱۷٫۸ میلیون دلار در ایالات متحده و کانادا، و ۱۰۲ میلیون دلار در مناطق دیگر فروش داشته که مجموع کلی ۲۱۹٫۸ میلیون دلار را نشان می‌دهد.
در ایالات متحده و کانادا، لایت‌یر در ابتدا پیش‌بینی می‌شد که از ۴۲۵۵ سینما در آخر هفته افتتاحیه‌اش ۷۰ تا ۸۵ میلیون دلار بفروشد که برخی تخمین‌ها به ۱۰۵ میلیون دلار می‌رسید. با این حال، پس از کسب تنها ۲۰٫۷ میلیون دلار در روز اول (شامل ۵٫۲ میلیون دلار از پیش‌نمایش پنجشنبه شب)، برآوردها به ۵۱ تا ۵۵ میلیون دلار کاهش یافت. این فیلم برای اولین بار به ۵۰٫۶ میلیون دلار رسید و بعد از دنیای ژوراسیک: قلمرو در جایگاه دوم قرار گرفت. علاوه بر این، این فیلم ۳۴٫۶ میلیون دلار از ۴۳ بازار بین‌المللی به دست آورد و اولین اکران سه روزه خود در سراسر جهان را به ۸۵٫۲ میلیون دلار رساند. هر دو ددلاین هالیوود و ورایتی این عملکرد ضعیف را به رقابت از دنیای ژوراسیک و تاپ گان: ماوریک نسبت دادند، اگرچه در نهایت با توجه به قدرت برند پیکسار و فرنچایز داستان اسباب‌بازی، آن را ناامیدکننده دانستند.

### پاسخ انتقادی
در وبگاه جمع‌آوری نقد راتن تومیتوز، ٪۷۵ از ۲۹۶ بررسی منتقدان مثبت است و میانگینِ امتیاز آن ۶٫۷/۱۰ است. اجماع این وبگاه چنین می‌نویسد: «لایت‌یر به جای رسیدن به ستاره‌ها، به یک داستان پیدایش نسبتاً معمولی قناعت می‌کند، اما این ماجراجویی پویانمایی فوق‌العاده به خوبی مأموریت سرگرمی سادهٔ خود را انجام می‌دهد.» این فیلم پایین‌ترین امتیاز در فرنچایز داستان اسباب‌بازی را از راتن تومیتوز دریافت کرده‌است. این فیلم در متاکریتیک که از میانگین وزنی استفاده می‌کند، بر اساس نظر ۵۷ منتقدین امتیاز ۶۰ از ۱۰۰ را کسب کرده که نشان‌گر «نقدهای مختلط یا متوسط» است. مخاطبان نظرسنجی شده توسط سینماسکور به فیلم نمره متوسط «A–» در مقیاس «A+» تا «F» دادند، درحالی که پست‌ترک به فیلم نمره کلی مثبت ۸۵٪ (به‌طور متوسط ۴ از ۵ ستاره) داده‌است که ۶۲٪ گفته‌اند که قطعاً آن را توصیه می‌کنند.
در نقدی چهار ستاره از پیتر بردشاو برای گاردین آمده‌است: «این داستان پیدایش قهرمان فضانورد از داستان اسباب‌بازی سرگرم‌کننده و هوشمندانه است و به ما یادآوری می‌کند که چرا ما از ابتدا پیکسار را دوست داشتیم». دیوید رونی از هالیوود ریپورتر آن را «یک اسپین‌آف خنده‌دار با تعلیق و دل [و] یک برداشت هیجان‌انگیز از سرگرمی‌های رترو-لایو-اکشن پاپ‌کورنی» نامید. اما استفانسکی از تریلیست نوشت: «در لایت‌یر چیزهای زیادی برای لذت‌بردن وجود دارد و یکی از تلاش‌های خوب پیکسار در ۱۰ سال گذشته‌است، اما این پروژه در نهایت نیمه‌کاره به نظر می‌رسد؛ مثل اینکه باید شروع چیز دیگری باشد، یا اینکه روایت آن پیش‌گفتاری است که در انتظار قسمت‌های جالب‌تر دوم، سوم و پنجم است.» والری کمپلکس از ددلاین هالیوود اظهار داشت: «لایت‌یر برای ساختن دنیای خود چندان به داستان‌های داستان اسباب‌بازی تکیه نمی‌کند، اما به جای استفاده از کارت‌های عنوان، از نشان‌دادن ارتباط با آن بخشی از فرنچایز سود می‌برد.» او بیشتر جنبه‌های فنی فیلم را تحسین کرد و نوشت: «پویانمایی فیلم فوق‌العاده و کاملاً واقع‌گرایانه است. بخش هنر تمام تلاش خود را برای طراحی این جهان و شخصیت‌های آن به ویژه شخصیت‌های شرور روباتیک آن، به کار می‌گیرد» اما از فیلمنامه انتقاد کرد و گفت: «گاهی اوقات داستان پیچیده می‌شود و رویدادها آنقدر طول می‌کشند که باعث می‌شود لایت‌یر وارد دردسرهای بیشتری شود و این در نهایت باعث ایجاد انبوهی بی‌پایان از رهگیرها می‌شود.»
اوون گیلبرمن از ورایتی نوشت: «لایت‌یر به شیوهٔ بسیار معمولی و دوست‌داشتنی خود، فیلمی به مراتب کمتر جسورانه‌تر است. برای چیزی که مطمئناً اولین بارش نیست، جسارت نزدیک‌بین باز مبنی بر، من می‌توانم هر کاری را انجام دهم، شکست خورده‌است [...] بخشی از آن شاید این باشد که در فیلم‌های داستان اسباب‌بازی، او یقیناً یک اسباب‌بازی است - این بخشی از شوخی است. یکی از مواردی که باز هرگز به آن علاقه‌مند نیست. او فکر می‌کند که یک تکاور فضایی واقعی است! بنابراین هنگامی که شما واقعاً «باز لایت‌یر، تکاور فضایی» را ایجاد می‌کنید، او را بزرگ اما در همان زمان کوچک می‌کنید.» در مقابل، نیکلاس باربر از بی‌بی‌سی نوشت: «این داستان نازک و تکراری است و تقریباً کاملاً به دست و پا چلفتی بودن قهرمانان آن وابسته است» و به فیلم دو ستاره داد. دیوید ارلیش از ایندی‌وایر نوشت: «لایت‌یر حتی اگر به سمت آینده حرکت کند، همچنان در گذشته گیر کرده‌است. فیلمنامه‌نویسان جیسون هدلی و آنگوس مک‌لین در حال بیان داستانی در مورد پیوند دادن نوستالژی‌های گذشته با پتانسیل‌های جدید هستند، اما برای یک فیلم سخت است که ما بگوید در زمان حال زندگی کنید اما هیچ‌کدام از صحنه‌هایش چیز چندانی برای گفتن نداشته باشد.» کلیم آفتاب از تایم اوت لایت‌یر را «فیلم رده پایین این فرانچایز» دانست و آنرا «اسپین‌آف متای «داستان اسباب‌بازی» پیکسار در فضای گمشده» دانست. این فیلم از سوی برخی محافظه‌کاران آمریکایی مورد انتقاد قرار گرفته‌است، آنها استدلال می‌کنند که صحنه فیلم با یک بوسه همجنس‌گرایی برای کودکان نامناسب است.